# Colotina
Colotina es una subtribu de coleópteros polífagos de la familia Melyridae.

## Géneros
| - Afrocolotes Wittmer, 1960 - Afropelochrus Wittmer, 1997 - Aneumixis Wittmer, 1989 - Asiapelochrus Wittmer, 1996 - Brachypelochrus Wittmer, 1984 - Centrocolotes Wittmer, 1987 - Chalicorophasis Champion, 1922 - Chlorocolotes Wittmer, 1989 - Colotes Erichson, 1840 - Colotrema Wittmer, 1979 - Colpometopus Abeille de Perrin, 1900 - Indattalus Wittmer, 1999 - Juengerius Evers, 1995 | - Leleupius Evers, 1997 - Malachiolemphus Pic, 1908 - Olistherarthrus Champion, 1922 - Pachyebaeus Wittmer, 1970 - Pardonius Evers, 1988 - Pelochroides Wittmer, 1988 - Pelochrus Mulsant & Rey, 1867 - Pseudotroglops Wittmer, 1988 - Scelomixis Wittmer, 1966 - Sphinginopalpus Pic, 1903 - Temnopsophus Horn, 1872 - Transvestitus Evers, 1988 |